# دورین، ویکتوریا
دورین (به انگلیسی: Doreen) یک حومه شهر در استرالیا است که در ویکتوریا (استرالیا) واقع شده‌است.